# Мундари
Мундари — один из языков Индии, распространён в штате Джаркханд и сопредельных штатах Орисса и Западный Бенгал. Народ, говорящий на этом языке, называется мунда (этим же словом обозначается и группа, к которой принадлежит язык).

## Классификация
Относится к ветви мунда австроазиатских языков, вместе с очень близкими языками сантали и хо и рядом других малых языков образует подгруппу кхервари, а она, в свою очередь, вместе с языком корку объединяется в одну из двух главных ветвей мунда — северные мунда языки.
«Мундари» — экзоним, сами мунда называют себя, как и санталы, «хор» (люди) либо «мунда» в смысле своей касты «начальников деревень»; их язык называется horo jagar или munda jagar. Согласно Хоффману (Encyclopaedia Mundarica, том 1), мундари имеет четыре диалекта: хасада, нагури, тамариа и кера. Кера-мундари считается наиболее самостоятельным диалектом, что связано также с его социолингвистическим статусом — на этот язык перешли дравиды-ораоны в городе Ранчи и его окрестностях. В коллективной монографии «Munda languages» (L., Routledge, 2008) кера-мундари описан отдельно .

## Изучение
Изучение языка началось в XIX в.: работы Холдара (1871), Уитли (1873), Ноттрота (1882), однако их уровень ниже, чем у работ по сантали того же периода. Лучшими исследованиями мундари и собраниями материалов остаются грамматика миссионера Джона (Иоганна) Хоффмана (1903) и подготовленная им же «Энциклопедия мундари» (издана 1930—1978). В конце XX — начале XXI в. язык исследовали Рам Даял Мунда, написавший грамматику мундари на хинди (1971), и японский лингвист Тосики Осада, автор ряда статей по этому языку.